# ناحیه تان لین
منطقه‌تان لین (به لاتین: Tánh Linh District) یک منطقهٔ مسکونی در ویتنام است که در جنوب شرقی ویتنام واقع شده‌است.

## خصوصیات
منطقه‌تان لین ۱٬۱۷۴ کیلومترمربع مساحت و ۹۸٬۶۷۹ نفر جمعیت دارد.